# Sasrájafélék
A sasrájafélék vagy ördögrájafélék (Myliobatidae) a porcos halak (Chondrichthyes) osztályába és a sasrájaalakúak (Myliobatiformes) rendjébe tartozó család.
A családba 38 élő faj tartozik.

## Tudnivalók
A különböző sasrájafélék a Föld minden melegebb tengerében és óceánjában fellelhetők. Ez a porcoshal-család tartalmazza a ma élő legnagyobb rájákat; ezek közül egyesek úszófesztávolsága elérheti 910 centimétert, azonban vannak 60 centiméteres úszófesztávolságúak is.

## Rendszerezés
A családba az alábbi 3 alcsalád és 4 nem tartozik (az alcsaládszintű taxonok, korábban családszintűek voltak):
- Mobulinae
  - Mobula Rafinesque, 1810 – 11 faj
- Myliobatinae
  - Aetomylaeus Garman, 1908 – 7 faj
  - Myliobatis G. Cuvier, 1816 – 12 faj
- Rhinopterinae
  - Rhinoptera van Hasselt, 1824 – 8 faj